# Museo de Melilla
El Museo de Historia, Arqueología y Etnografía de Melilla es un museo de la ciudad española de Melilla situado en el antiguo Almacén de las Peñuelas, en el Primer Recinto Fortificado de Melilla La Vieja.
El museo se organiza en dos espacios. La planta baja presenta muestras de las culturas gitana, sefardí y amazigh y de sus principales celebraciones y costumbres. En la planta alta se realiza un recorrido por la historia de la ciudad desde la prehistoria hasta la Edad Contemporánea.

## Historia
A principios del siglo XX Rafael Fernández de Castro comenzó a recopilar las piezas y el material resultante de las excavaciones del Cerro de San Lorenzo en la Casa Salama, sede de la Junta de Arbitrios, aunque no fue considerado oficialmente un museo, pues no hubo catalogación ni exposición al público.
Años más tarde aparece el Museo Municipal en el sótano del templete de música del Parque Hernández, abierto al público y trasladado, no era adecuada su ubicación, en los años 50 al Baluarte de la Concepción Alta, en un museo histórico con dos secciones,  Arqueología y Documentación, además de fondos militares y emblemas heráldicos.
Allí permanecen hasta 1987, cuando se mudan a la Torre de la Vela y de allí, a los Almacenes de las Peñuelas, donde permanece desde 2011, siendo el 11 de septiembre de 2018 una sección dedicada al pueblo gitano.

## Secciones

### Museo Etnográfico de las Culturas Sefardí, Bereber y Gitana
Este espacio expone las recreaciones de la sinagoga Or Zaruah de Melilla, una jaima amazigh con todo tipo de utensilios para la vida cotidiana y oficios tradicionales de los gitanos. Además, exhibe una importante colección de joyas bereberes.

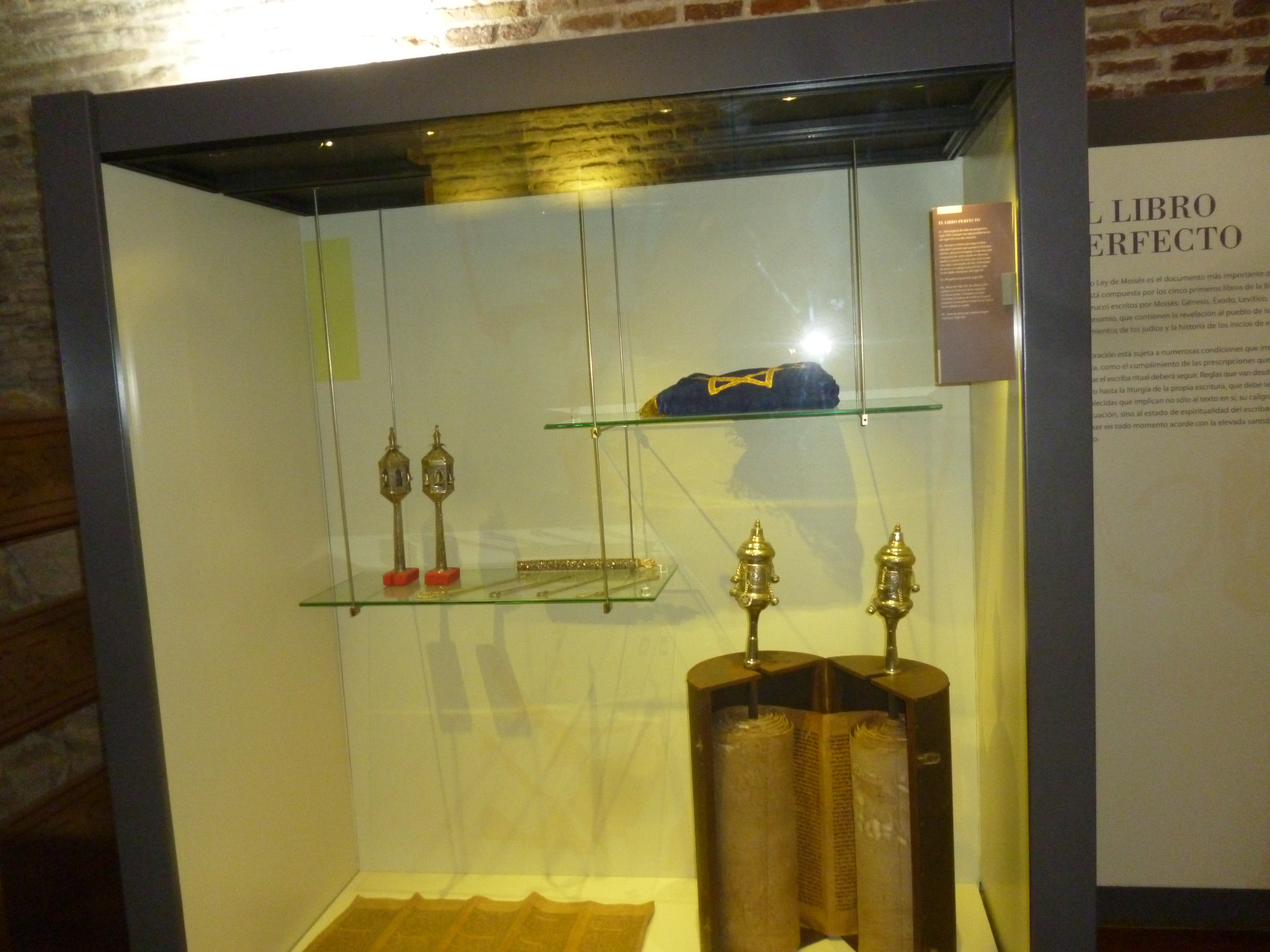
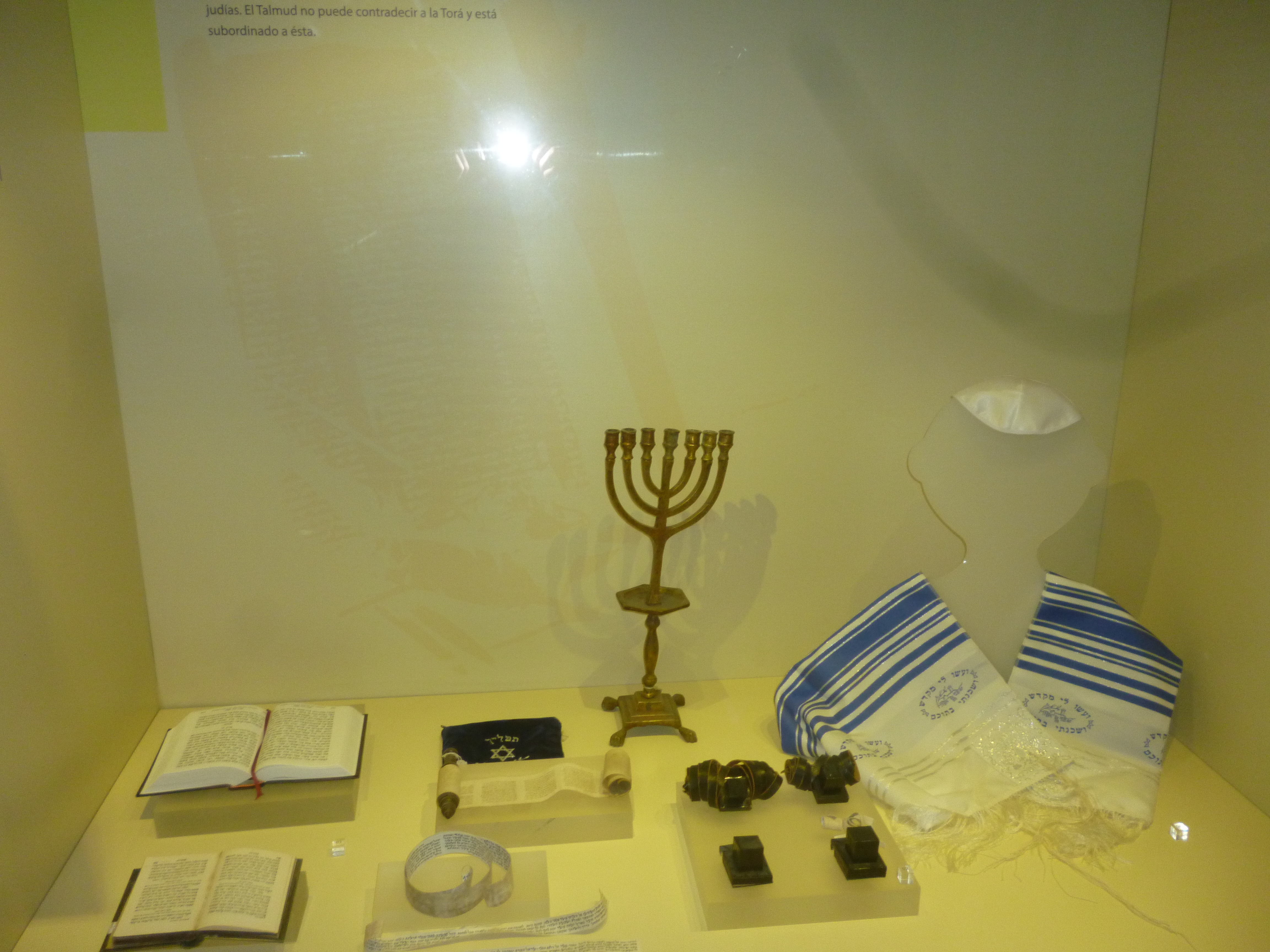
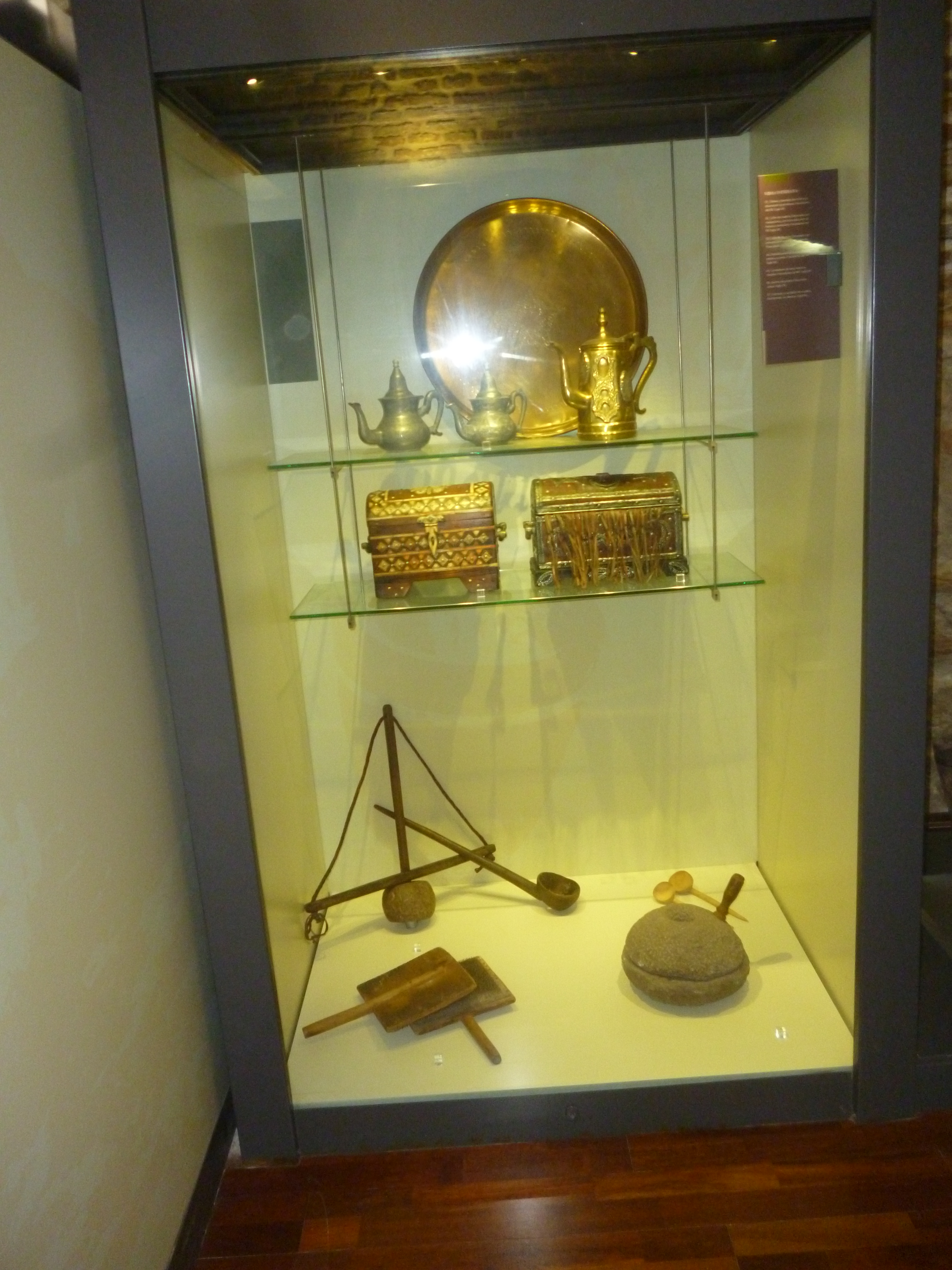
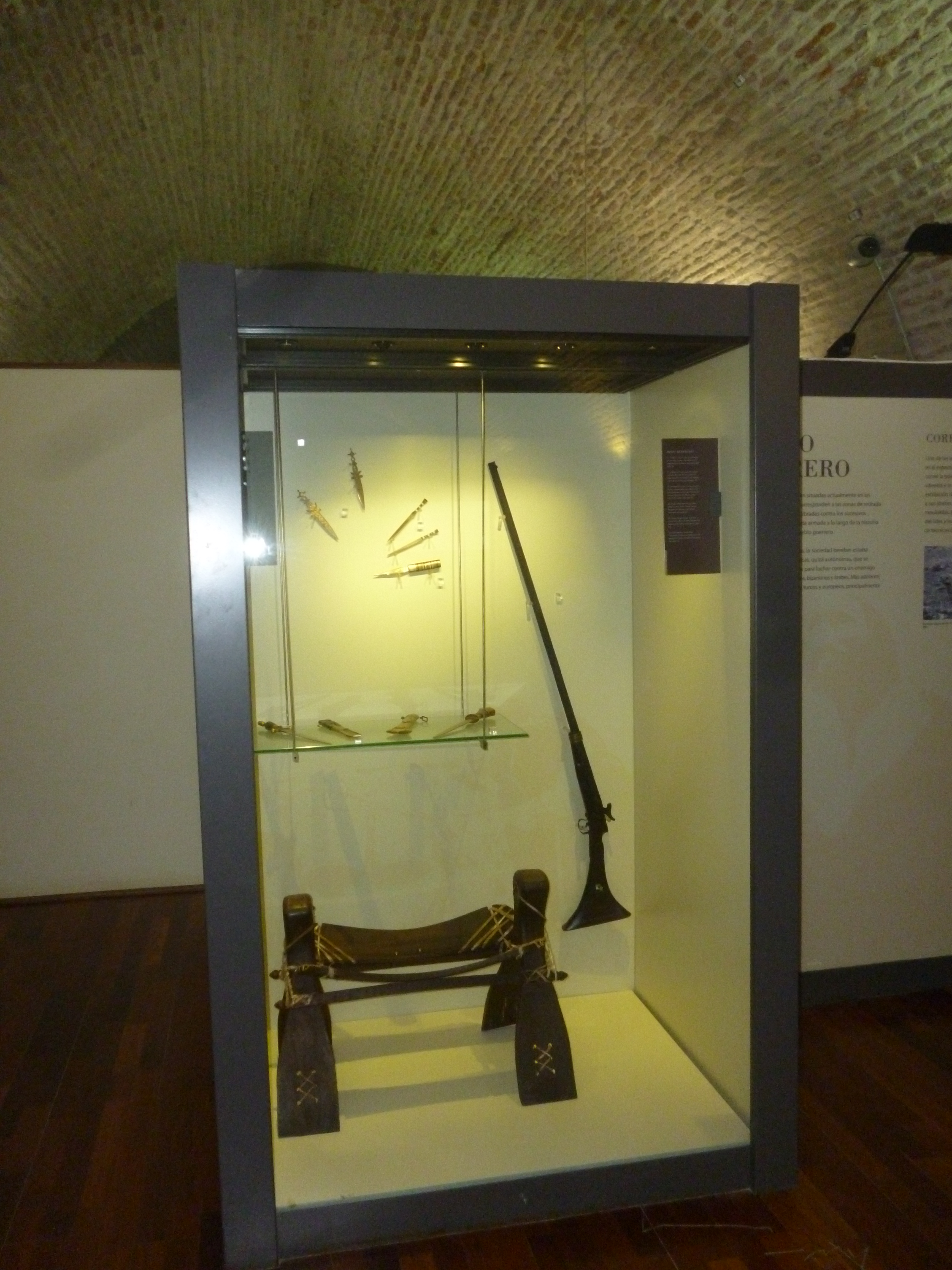
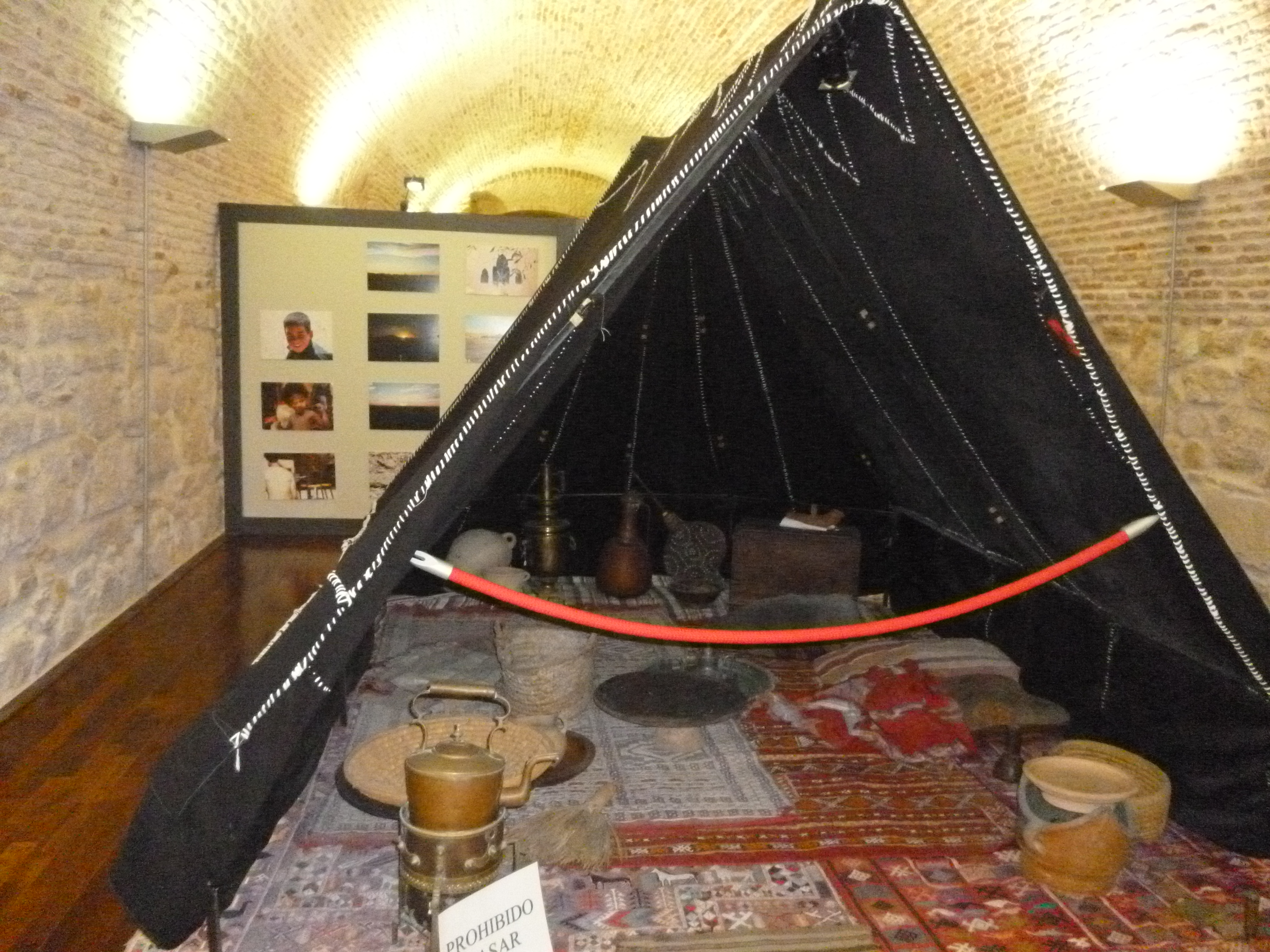
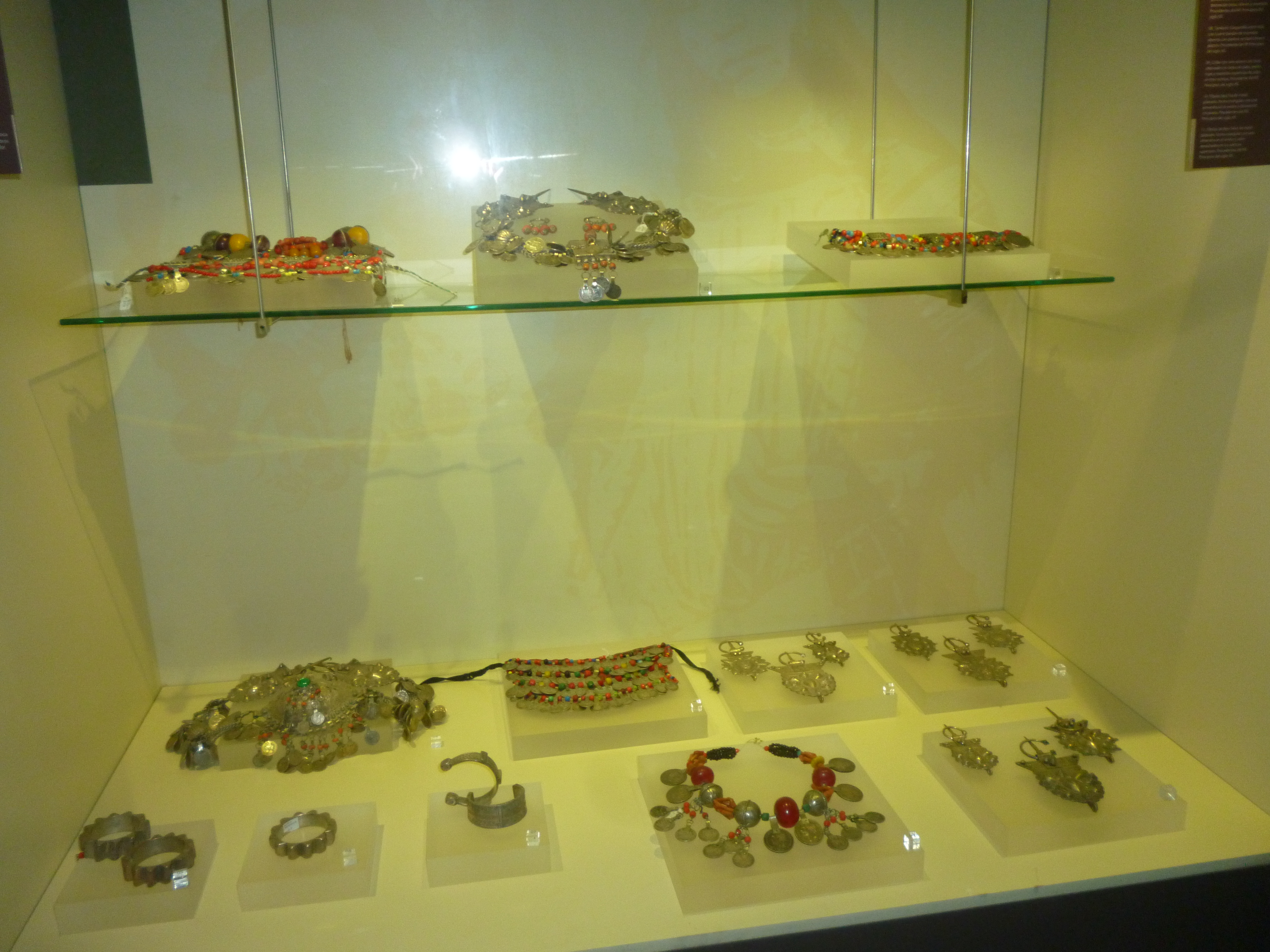
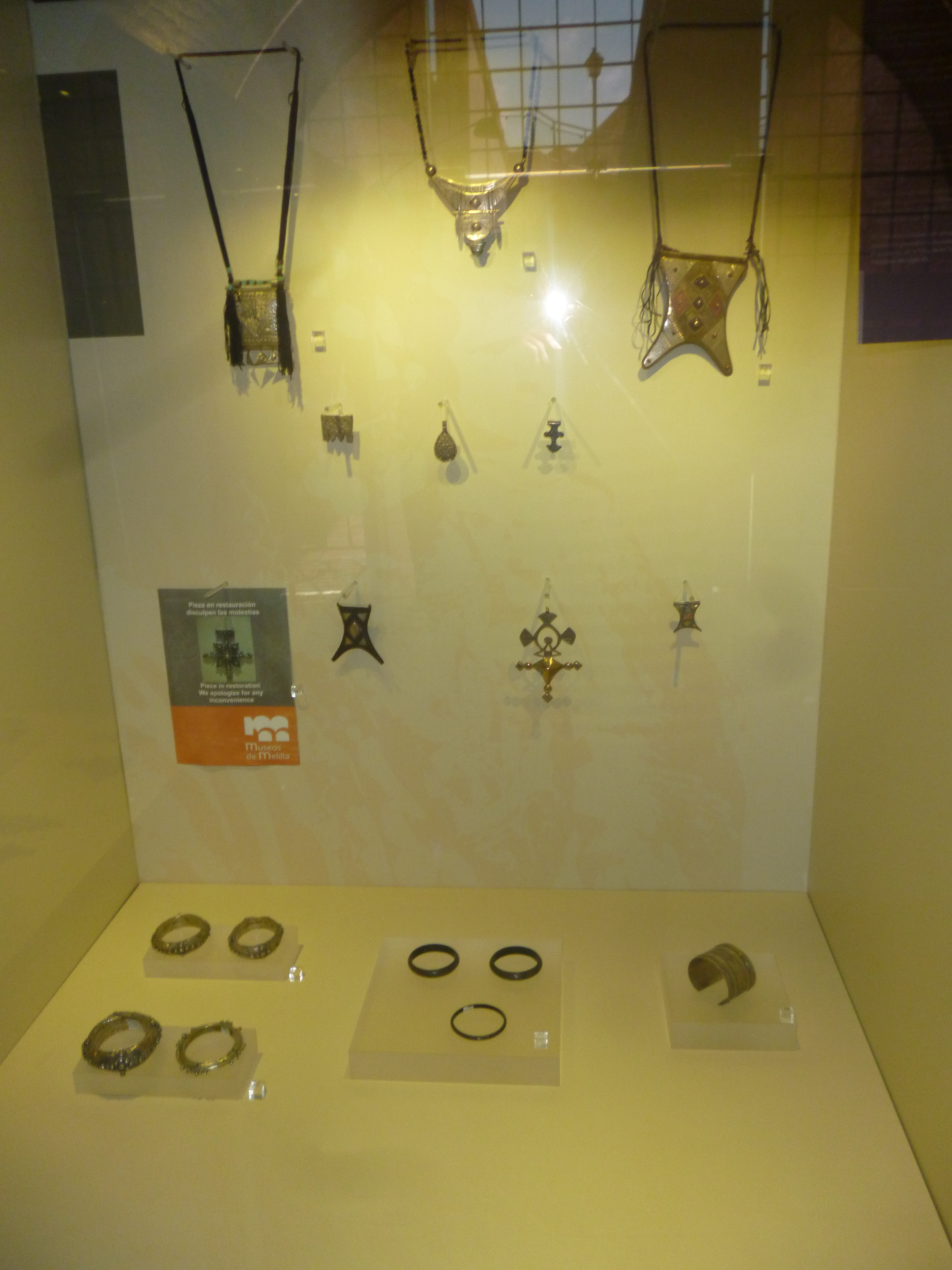
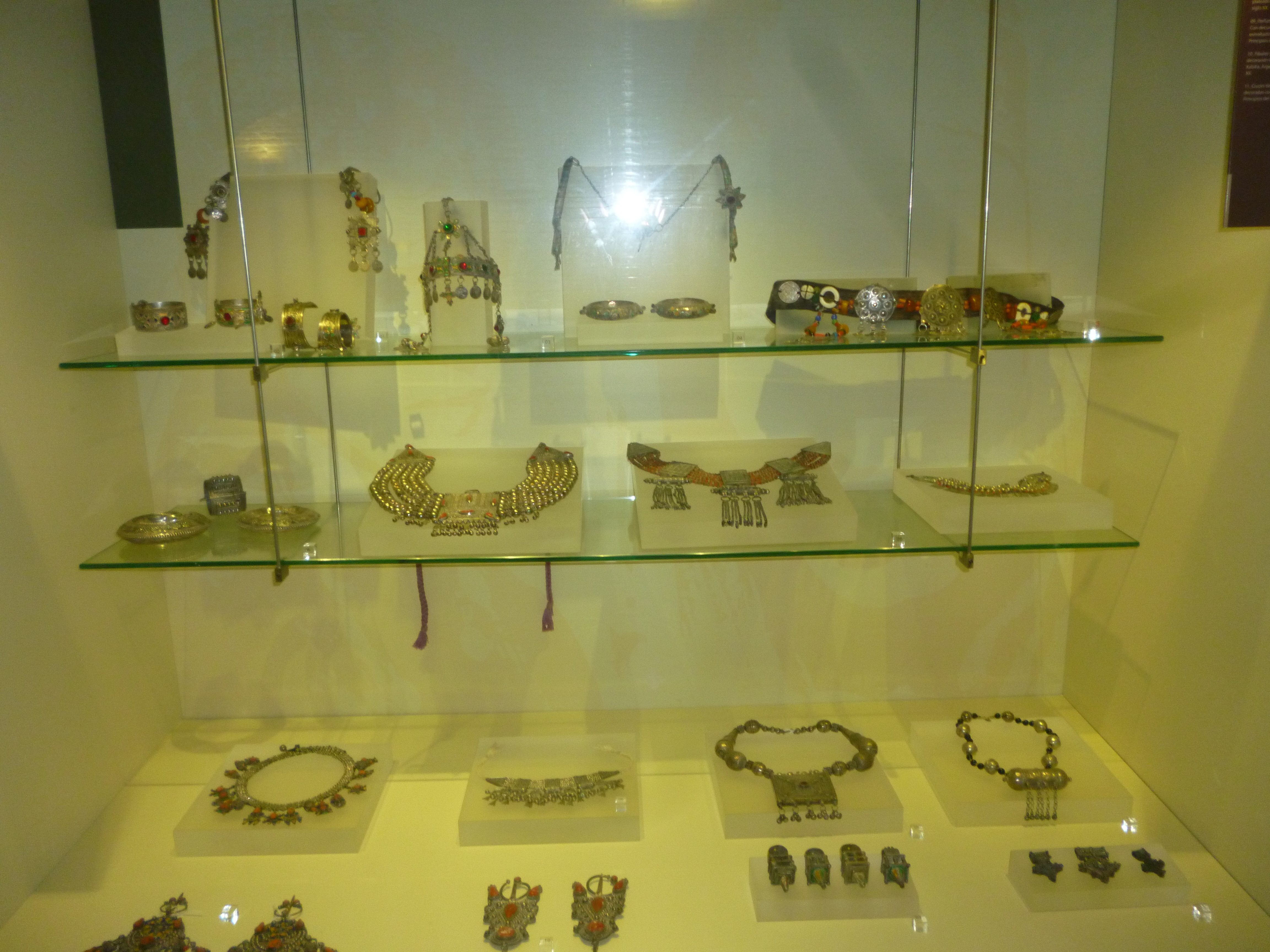

### Museo de Arqueología e Historia
El período más importante de la prehistoria de Melilla corresponde a los hallazgos en el yacimiento neolítico del Zafrín en las islas Chafarinas. Las herramientas expuestas ofrecen una instantánea de la vida en ese período basada en la pesca, la caza de focas, la ganadería y la agricultura, así como del uso de cerámica, decorada con una técnica característica y distintiva de estos primeros pobladores neolíticos: la decoración cardial.
En el emplazamiento de la actual Melilla los fenicios fundaron Rusaddir  entre los siglos VII-VI a. C., que en el siglo III a. C. se convertirá en fortaleza de los intereses de Cartago. En el museo puede admirarse una selección de monedas cartaginesas halladas en un barco cartaginés hundido en las costas de Rusaddir en plena segunda guerra púnica.
Además, la colección contiene el tesorillo de Guardana, monedas nazarís datadas en torno a 1286/1307, una maqueta gigante de la Melilla La Vieja, así como multitud de planos.

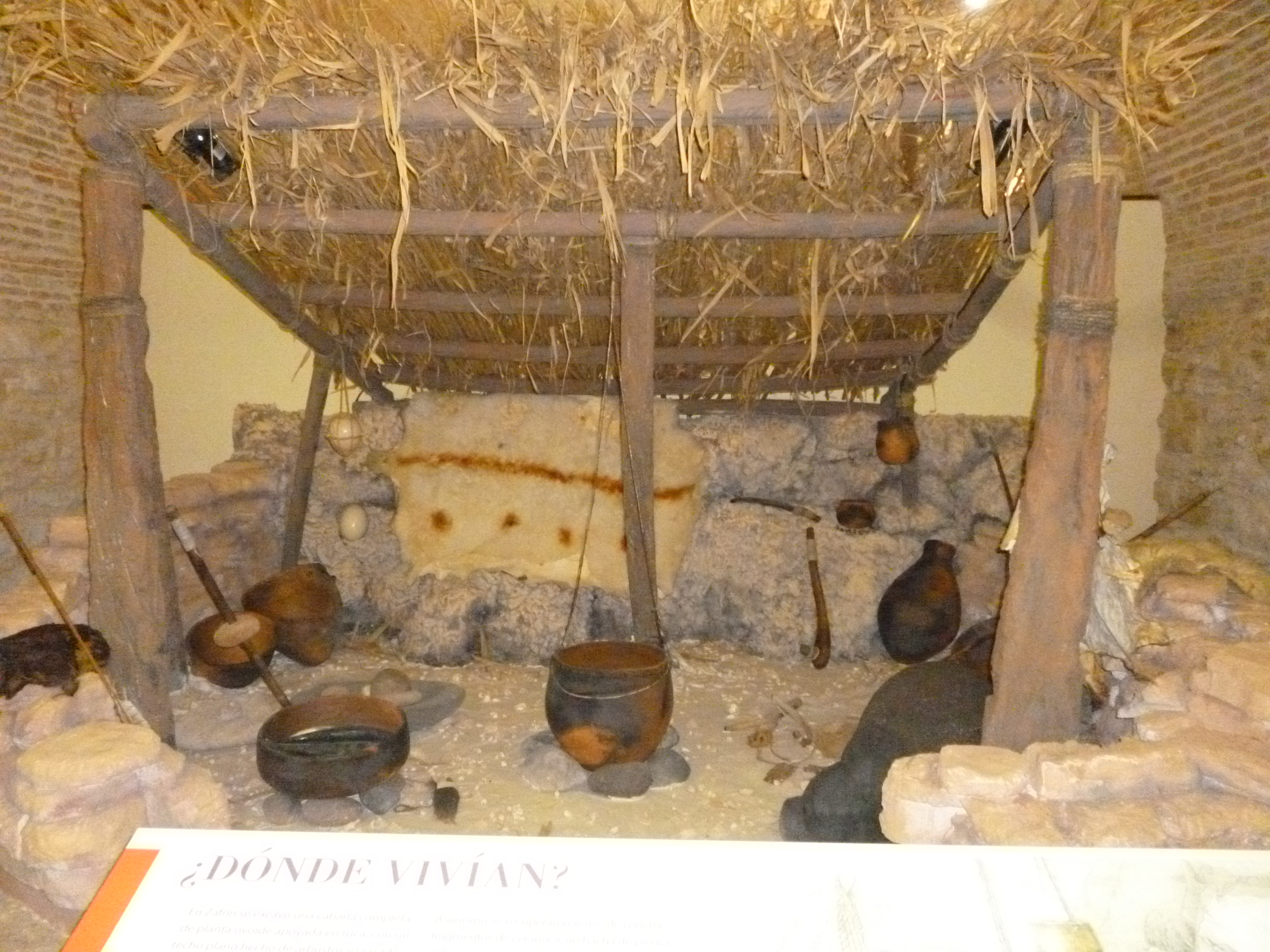
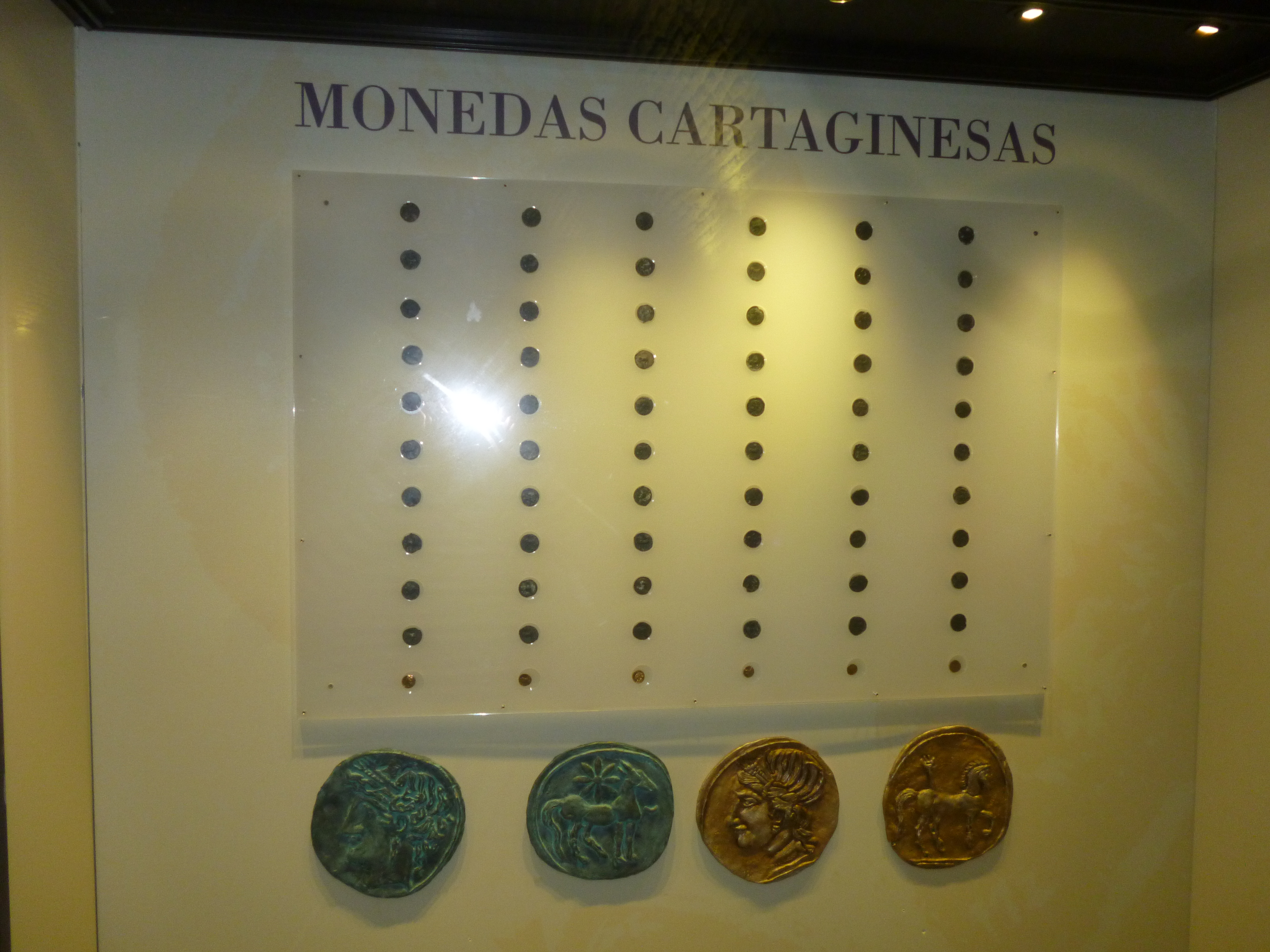
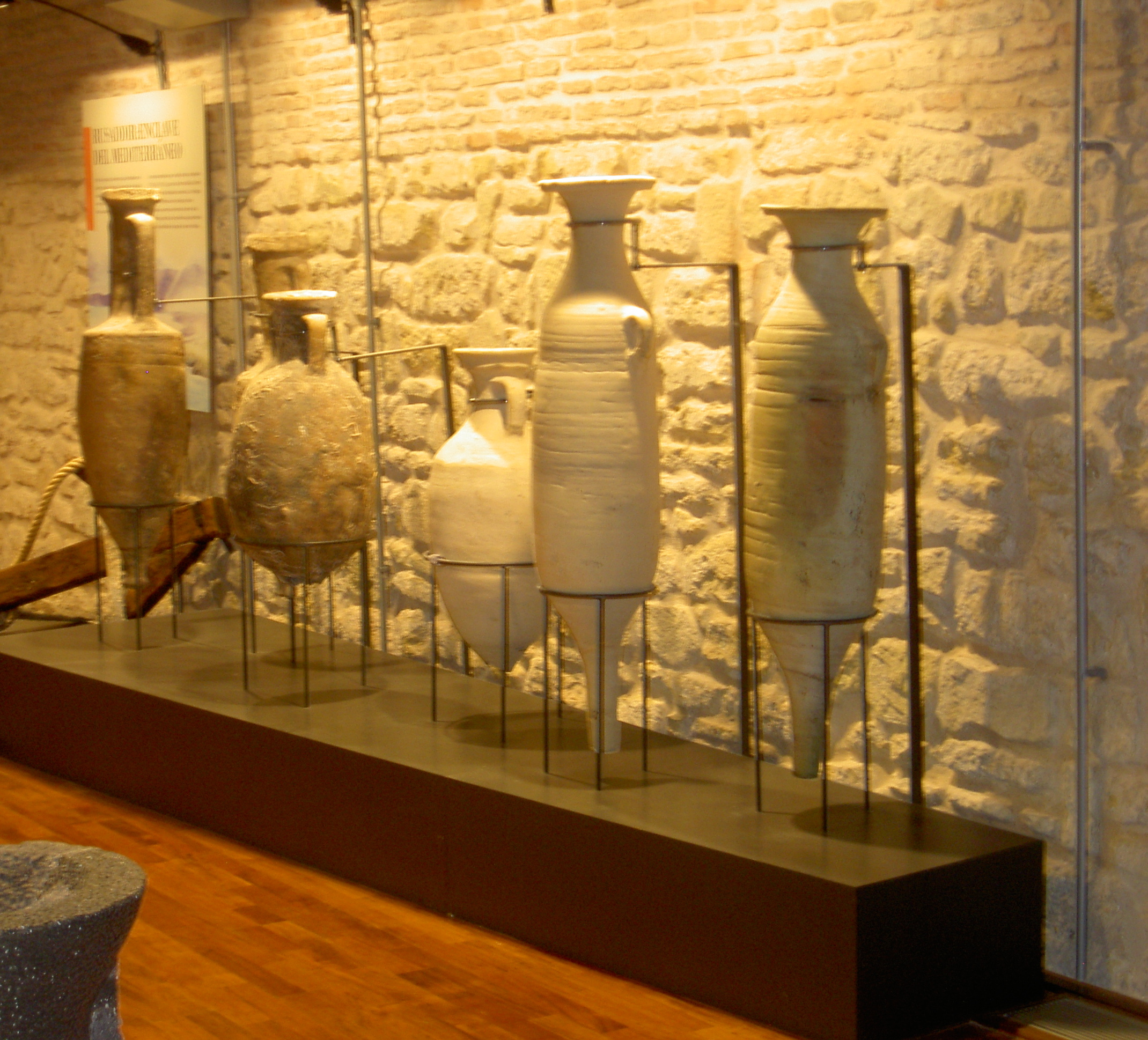